# Kazimierz Ptasiński
Kazimierz Ptasiński (ur. 19 lutego 1921 w Libiążu, zm. 5 lutego 2016) – polski działacz podziemia niepodległościowego w czasie II wojny światowej w ramach Batalionów Chłopskich, porucznik WP w stanie spoczynku.

## Życiorys
W czasie okupacji niemieckiej pracował w kopalni „Brzeszcze-Jawischowitz” jednocześnie pełniąc funkcję łącznika Batalionów Chłopskich z konspiracją obozową w niemieckim nazistowskim obozie koncentracyjnym KL Auschwitz-Birkenau. Brał udział w organizacji ucieczek więźniów z obozu, w tym nieudanej ucieczki więźniów z 27 października 1944 roku kiedy w wyniku zdrady Niemcy schwytali uciekinierów (w tym Bernarda Świerczyne) i dokonali obławy na działaczy podziemia (zginął wtedy między innymi Konstanty Jagiełło). Ptasińskiemu pomimo aresztowania udało się zbiec z siedziby gestapo w Oświęcimiu. Po wojnie był represjonowany przez UB.
W 2011 został odznaczony przez Prezydenta RP Bronisława Komorowskiego Krzyżem Oficerskim Orderu Odrodzenia Polski.